# Orthosoma brunneum
Orthosoma brunneum là một loài bọ cánh cứng trong họ Cerambycidae.